# Major League Rugby
Die Major League Rugby (auch MLR oder USMLR) ist eine professionelle Rugby Union Liga für Klubs in Nordamerika. In der Saison 2023 wurde der Wettbewerb von 13 Mannschaften ausgetragen, davon zwölf aus den Vereinigten Staaten und eine aus Kanada. Die Liga wurde 2017 gegründet und ihr Hauptsitz ist in Salt Lake City, Utah. Am 12. März 2020 wurde die Saison 2020 aufgrund der COVID-19-Pandemie ausgesetzt.

## Mannschaften
Für die Major League Rugby Saison 2023 haben 12 Mannschaften ihre Teilnahme bestätigt, die in zwei Conferences aufgeteilt sind:
| Conference | Mannschaft             | Stadion                       | Plätze | Teilnahme seit/ab | Trainer           |
| ---------- | ---------------------- | ----------------------------- | ------ | ----------------- | ----------------- |
| Western    | Chicago Hounds         | SeatGeek Stadium              | 20.000 | 2023              | Sam Harris        |
| Western    | Dallas Jackals         | Choctaw Stadium               | 48.000 | 2022              | Agustin Cavalieri |
| Western    | Houston SaberCats      | Aveva Stadium                 | 04.000 | 2018              | Pote Human        |
| Western    | San Diego Legion       | Snapdragon Stadium            | 35.000 | 2018              | Danny Lee         |
| Western    | Seattle Seawolves      | Starfire Stadium              | 04.500 | 2018              | Allen Clarke      |
| Western    | Utah Warriors          | Zions Bank Stadium            | 05.000 | 2018              | Greg Cooper       |
|            |                        |                               |        |                   |                   |
| Eastern    | New England Free Jacks | Veterans Memorial Stadium     | 05.000 | 2020              | Scott Mathie      |
| Eastern    | New Orleans Gold       | Gold Mine                     | 10.000 | 2018              | Kane Thompson     |
| Eastern    | Old Glory DC           | Segra Field                   | 05.000 | 2020              | Josh Sims         |
| Eastern    | Rugby ATL              | Atlanta Silverbacks Park      | 05.000 | 2020              | Stephen Brett     |
| Eastern    | Rugby New York         | Mount Vernon Memorial Stadium | 03.900 | 2019              | James Semple      |
| Eastern    | Toronto Arrows         | York Lions Stadium            | 04.000 | 2019              | Peter Smith       |

### Ehemalige Teams
| Mannschaft       | Ort                      | Stadion                       | von  | bis  |
| ---------------- | ------------------------ | ----------------------------- | ---- | ---- |
| Colorado Raptors | Glendale, Colorado       | Infinity Park                 | 2018 | 2020 |
| Austin Gilgronis | Austin, Texas            | Bold Stadium                  | 2018 | 2022 |
| LA Giltinis      | Los Angeles, Kalifornien | Los Angeles Memorial Coliseum | 2021 | 2022 |

## Sieger
- 2018: Seattle Seawolves
- 2019: Seattle Seawolves
- 2020: Saison suspendiert
- 2021: LA Giltinis
- 2022: Rugby New York
- 2023: New England Free Jacks

## Spieler
Major-League-Rugby-Spieler werden in der Regel von nordamerikanischen Clubs angeworben, auch wenn es erlaubt ist, bis zu zehn Übersee-Spieler unter Vertrag zu nehmen.

### Auszeichnungen
MLR Saison
|      | Spieler des Jahres                      | Forward des Jahres                | Back des Jahres                  | Trainer des Jahres                    | Rookie des Jahres                |
| ---- | --------------------------------------- | --------------------------------- | -------------------------------- | ------------------------------------- | -------------------------------- |
| 2019 | Brad Tucker (Seattle Seawolves)         | Paddy Ryan (San Diego Legion)     | JP Du Plessis (San Diego Legion) | Rob Hoadley (San Diego Legion)        | keine Auszeichnung               |
| 2021 | Mike Te’o (Utah Warriors)               | Johan Momsen (Rugby ATL)          | Bill Meakes (LA Giltinis)        | Shawn Pittman (Utah Warriors)         | Andrew Guerra (NOLA Gold)        |
| 2022 | Beaudein Waaka (New England Free Jacks) | Brendon O’Connor (Rugby New York) | Bill Meakes (LA Giltinis)        | Scott Mathie (New England Free Jacks) | Tavite Lopet (Seattle Seawolves) |

MLR Meisterschaft
|      | MVP des Meisterschafts-Spiels          | MVP der Meisterschafts-Serie         |
| ---- | -------------------------------------- | ------------------------------------ |
| 2018 | Vili Toluta'u (Seattle Seawolves)      | keine Auszeichnung                   |
| 2019 | Juan-Philip Smith (Seattle Seawolves)  | Apisai Naikatini (Seattle Seawolves) |
| 2021 | Matt Giteau (LA Giltinis)              | keine Auszeichnung                   |
| 2022 | Andy Ellis (Rugby New York)            | keine Auszeichnung                   |
| 2023 | Jayson Potroz (New England Free Jacks) | keine Auszeichnung                   |